# Ināra Mūrniece

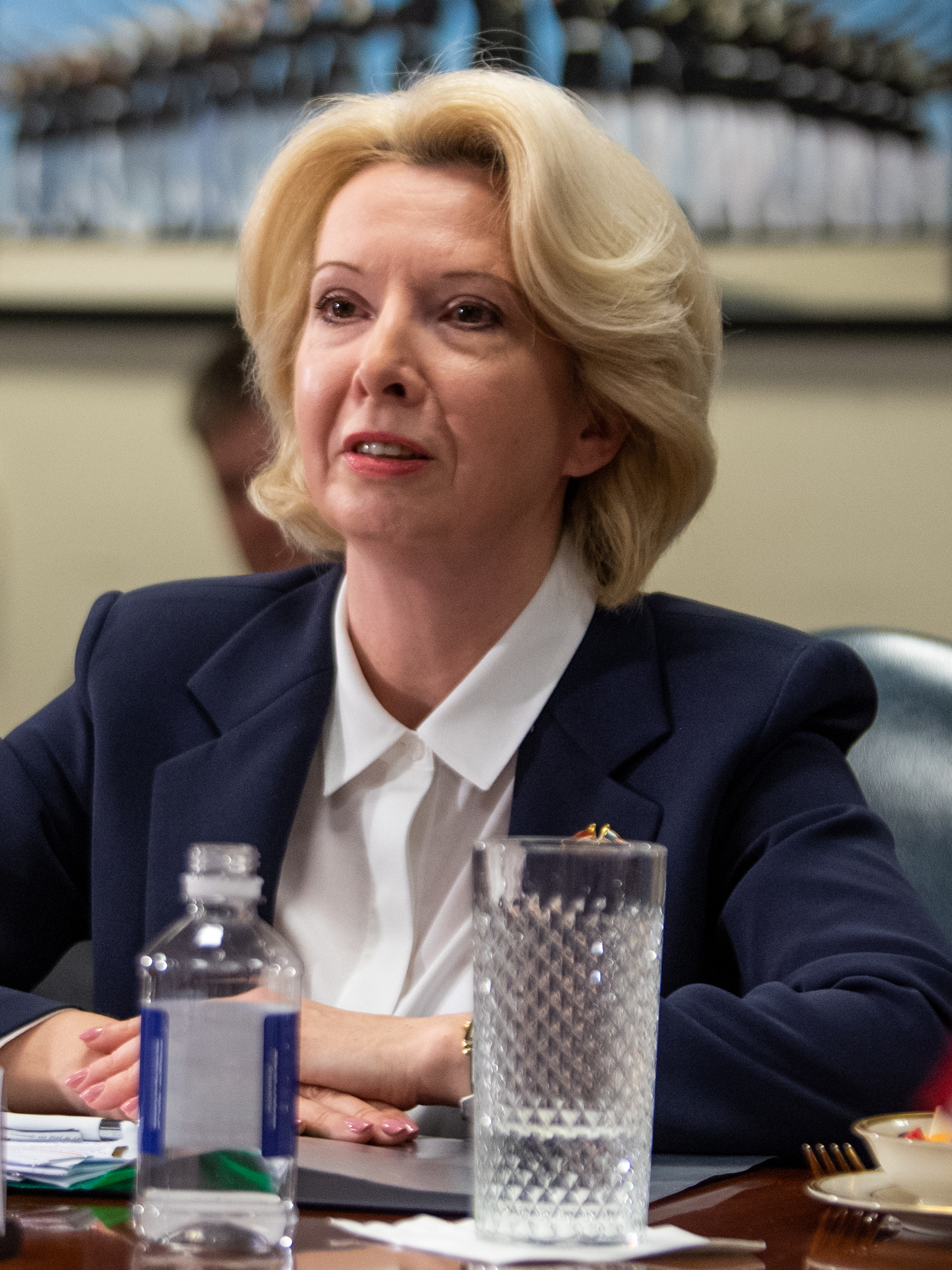
Ināra Mūrniece (2023)

Ināra Mūrniece (* 30. Dezember 1970) ist eine lettische Politikerin und Journalistin. Seit 2011 ist sie Mitglied der Saeima, dem lettischen Parlament. Am 4. November 2014 wurde sie zu dessen Präsidentin gewählt (Wiederwahl am 6. November 2018). Vom 14. Dezember 2022 bis 15. September 2023 war sie Verteidigungsministerin ihres Heimatlandes.

## Biographie
2007 erlangte Ināra Mūrniece einen Bachelorabschluss im Übersetzen und Interpretieren an der lettischen Hochschule für Wirtschaft und Kultur. 2009 graduierte sie als Absolventin der Fakultät für Moderne Sprachen an der Universität Lettlands. Bis 2011 hat sie für insgesamt 16 Jahre als Journalistin im Redaktionssitz der auflagenstärksten Tageszeitung Lettlands, Latvijas Avīze, gearbeitet.

### Politische Karriere
Bei der Parlamentswahl 2011 trat sie auf der Liste der Nacionālā apvienība „Visu Latvijai!“ – „Tēvzemei un Brīvībai/LNNK“ an und wurde erfolgreich in die elfte Saeima gewählt. Im Parlament war sie Vorsitzende des Ausschusses für Menschenrechte und öffentliche Angelegenheiten. Bei der vorgezogenen Parlamentswahl 2014 wurde sie erneut als Abgeordnete in die zwölfte Saeima gewählt. Von September bis Oktober 2014 war sie Fraktionsvorsitzende ihrer Partei. Diesen Posten gab sie auf, nachdem sie am 4. November zur Parlamentspräsidentin und damit zur Nachfolgerin von Solvita Āboltiņa gewählt worden war. Den Posten als Parlamentspräsidentin übernahm sie auch nach der Parlamentswahl 2018 und behielt diesen bis zum Ende der Legislaturperiode. Sie war damit seit 1993 die erste, die zwei volle Amtszeiten in diesem Amt verblieb. Nach der Parlamentswahl 2022 wurde Edvards Smiltēns neuer Parlamentspräsident. Mūrniece wurde von ihrer Partei stattdessen an den Kabinettstisch berufen und übernahm den Posten der Verteidigungsministerin im Kabinett Kariņš II.

### Privates
Bis 2015 war Ināra Mūrniece mit dem Historiker und Saeimaabgeordneten Ritvars Jansons verheiratet. Die beiden haben eine gemeinsame Tochter. Neben ihrer Muttersprache spricht sie Englisch und Russisch.

## Politische Positionen
Ināra Mūrniece bezeichnet sich selbst als nationalkonservativ. Im Zusammenhang mit der Asylpolitik der Europäischen Union sprach sie sich zwar gegen einen Verteilungsschlüssel aus, ist aber eine überzeugte Befürworterin der EU. Außerdem setzte sie sich für das Assoziierungsabkommen zwischen der EU und der Ukraine, der Republik Moldau und Georgien ein. Im Zusammenhang mit der lettischen Mitgliedschaft in der NATO sprach sie sich für eine Erhöhung der Verteidigungsausgaben auf die vertraglich verpflichtenden 2 % des Bruttoinlandsprodukts aus. Sie äußerte sich wiederholt kritisch gegenüber der Russischen Föderation, der sie Propaganda auf lettischem Territorium vorwirft.